# Bundesverband ausländischer Studierender
Der Bundesverband ausländischer Studierender (BAS) e. V. ist die Interessenvertretung der ausländischen und staatenlosen Studierenden sowie der Studierenden mit Migrationshintergrund in der Bundesrepublik Deutschland. Er ist der bundesweite Zusammenschluss der ausländischen Studierendenvertretungen an den deutschen Hochschulen.

## Geschichte
Der Verein wurde im Januar 2002 in Bonn gegründet. Der Gründung war ein zweijähriger Gründungsprozess vorausgegangen, in dem vor allem die unterschiedlichen Interessen zwischen den Gruppen ausländischer Studierender und die Struktur des zukünftigen Verbandes diskutiert wurden. Angeregt wurde die Gründung durch den World University Service (WUS) und das „Projekt AusländerInnenrecht im IfSF“ (vom Institut fächerübergreifenden Studierens und Forschens e. V.) Der Verband will zudem an die bundesweiten Ausländerreferatstreffen des früheren Verbands Deutscher Studentenschaften (VDS) anknüpfen. Maßgeblich an der Gründung beteiligt waren die Studierendenvertretungen der Universitäten Mainz, Hamburg, Trier, Bonn, Darmstadt, Kassel und Leipzig sowie der Hochschule Niederrhein.
Erster Sprecher war Aiman Mubarak, der im Januar 2002 auf der Gründungsversammlung gewählt wurde. Er wurde im März 2004 durch Roufaou Oumarou abgelöst, der bereits seit der Gründung im Vorstand Referent für Ausländerrecht war und das Sprecheramt bis März 2007 ausübte. Anschließend wurde Martin Menacher zum Sprecher gewählt, der aufgrund seiner Wahl in den Vorstand des freier zusammenschluss von studentInnenschaften jedoch nur bis November 2007 im Amt war. Erstmals wurde danach eine Frau zum Sprecher gewählt. Asel Ulukbek war seit November 2007 Sprecherin des BAS und stand von April 2008 bis April 2009 erstmals einem Vorstand vor, der mehrheitlich weiblich besetzt war. Im April 2009 wurde mit Andreas Enver Marx ein Bildungsinländer mit Migrationsgeschichte Sprecher. Mit Pei Xin Xian wurde im April 2010 eine chinesische Doktorandin Sprecherin. Die Wahl von Pierre Vicky Sonkeng Tegouffo, der bereits seit 2012 dem Vorstand angehörte, erfolgte im August 2014. Im Juli 2016 wurde Maimouna Ouattara, die bereits zuvor Sozial- und Organisationsreferentin war, als Sprecherin gewählt. Auf der Bundesdelegiertenversammlung (BDV) zum „18. Geburtstag“ an der Universität Trier wurde im Januar 2020 Kumar Ashish, der dem Vorstand bereits seit Januar 2019 angehörte, zum Sprecher gewählt. Zuletzt wurde der aus Nepal stammende und an der Carl von Ossietzky Universität Oldenburg studierende, auf der 25. BDV im April 2024 wiedergewählt.

## Gliederung
Der Verein wird von einem Vorstand geleitet, der aus internationalen Studierenden besteht und jährlich auf der Bundesdelegiertenversammlung gewählt wird. Die Geschäfte führt der Bundesgeschäftsführer (seit Januar 2002: Johannes Glembek). In einzelnen Bundesländern gibt es Landesverbände (z. B.: Nordrhein-Westfalen, Rheinland-Pfalz).
Mitglieder sind die Studierendenschaften der deutschen Hochschulen, die repräsentiert werden durch die jeweilige Vertretung der ausländischen Studierenden.

## Landesverbände
Das Referatetreffen ausländischer Studierender (RaSt) NRW vertritt rund 78.500 Studierende (Stand: Wintersemester 2022/23). Im RaSt sind die „Ausländer*innenreferate“, die Referate für Internationales und die Internationalismus-Referate der Allgemeinen Studentenausschüsse (abgekürzt: ASten) der Hochschulen in Nordrhein-Westfalen (NRW) zusammengeschlossen. Das RaSt ist ein Bestandteil des Landes-ASten-Treffen Nordrhein-Westfalen (LAT NRW) und Landesverband des BAS. Es setzt sich für die Rechte der ausländischen Studierenden ein. Themen sind vor allem die soziale und rechtliche Situation ausländischer Studierende in NRW und hier besonders die Studien- und Betreuungsgebühren. Ebenfalls befasste sich das RaSt intensiv mit der Abschaffung der Studienkollegs in NRW und der Frage von Studium und Duldung. Die Sitzungen finden rotierend an den Hochschulen in NRW statt und werden von den LAT NRW Koordination einberufen. Diese Treffen dienen dem internen Austausch, der Befassung mit verschiedenen inhaltlichen Themen, der Beschlussfindung sowie der Planung von gemeinsamen Aktionen. Gemeinsam mit dem BAS wurde ein Arbeitskreis Studium und Duldung gegründet.

## Politik, Projekte
In seiner Arbeit befasst sich der Verein vor allem mit der sozialen und rechtlichen Situation sowie mit der Integration ausländischer Studierender. Beteiligt war der BAS beispielsweise an der Erarbeitung des Nationalen Integrationsplans „Wissenschaft – weltoffen“, sowie am „Deutschen Integrationsgipfel“. In diesem Rahmen ging der BAS entsprechende Selbstverpflichtungen ein und wirbt auch bei den Studierendenschaften um eine bessere Integration ausländischer Studierender. Ebenfalls wirkt der BAS mit am Aktionsplan zur Weiterentwicklung des Nationalen Integrationsplans.  Außerdem wurden Vorschläge zur Verbesserung der BAföG Regelungen gemacht. Vor allem die Aktivitäten gegen die Studiengebühren und Betreuungsgebühren, sowie gegen die kostenpflichtigen Sprachkurse und die Einführung verschiedener Eingangstests sind Bestandteil der Politik der Verbandsarbeit. Aktionen gegen die zum Wintersemester 2017/18 in Baden-Württemberg eingeführten und zum Wintersemester 2024/25 in Bayern für ausländische Studierende möglichen Studiengebühren ließen die Diskussion um Gebühren wiederaufleben.
Ein weiteres Ziel ist der Einsatz für eine studienortnahe und in die Hochschulen integrierte Studienvorbereitung. Statt die Studienkollegs beizubehalten, fordert der Verein in die Hochschulen integrierte Propädeutika. Gemeinsam mit den fzs organisiert der BAS das „festival contre le racisme“ und versucht immer wieder das Thema Rassismus an der Hochschule anzusprechen. Nach Auffassung des BAS sei dieses Thema vernachlässigt und Hochschulleitungen würden es nicht ausreichend berücksichtigen.
Der Verein hat in seine programmatischen Aussagen aufgenommen, sich für Studierende mit Migrationshintergrund einzusetzen. Vor allem für die bessere Bildungsbeteiligung von Studierenden mit Migrationshintergrund setzte sich der BAS ein.
Für die Ausländerreferate veranstaltet der BAS regelmäßige Vernetzungstreffen und Weiterbildungsveranstaltungen, u. a. zum Ausländerrecht, zur Interkulturellen Kompetenz oder zur Rhetorik und Projektmanagement. Der BAS führt Projekte zur Integration ausländischer Studierender durch und ist an Projekten zur Erstsemesterarbeit aktiv beteiligt. 2015 rückte mit der hohen Zahl der nach Deutschland geflüchteten Menschen mit Studienabsicht das Thema „Studium Geflüchteter“ in den Fokus der Arbeit. Der BAS engagierte sich hier vor allem für einen unbürokratischen Hochschulzugang von Flüchtlingen und die Möglichkeit der Studienaufnahme auch ohne entsprechende Unterlagen und Nachweise, wenn diese fluchtbedingt nicht mehr vorhanden sind.
Im Blickpunkt der Arbeit des BAS stehen auch immer wieder die aufenthaltsrechtlichen Regelungen für ausländische Studierende, deren Verbesserung zur Erleichterung der ausländerrechtlichen Situation und deren Anwendung durch die Ausländerbehörden und Konsularischen Vertretungen.

## Internationale Beziehungen
Durch verschiedene Projekte hat der Verein vor allem zu Studierendenverbänden in Vietnam gute Beziehungen und führt dort gemeinsame Projekte und Seminare durch. Der Verein befasst sich dabei vor allem mit ausländischen Studierenden an deutschen Hochschulausgründungen, die er als Teil seiner Klientel betrachtet.

## Mitgliedschaften
Der BAS gehört dem Netzwerk neue deutsche organisationen (NDO) an, ist Mitglied in der Bundeskonferenz der Migrantenorganisationen (BKMO) und ist bei VAMOs – Verbandsakademie für Migrant:innenorganisationen registriert.
Der BAS ist Bündnispartner im Aktionsbündnis gegen Bildungs- und Studiengebühren.